# ディレクトワール様式
ディレクトワール様式（ディレクトワールようしき、Directoire_style、フランス語：Directoire）、またはディレクトアール様式は、フランス革命により総裁政府が発足した1795年頃から、ナポレオン1世が皇帝に即位した1804年までの執政官政府時代の、衣服や家具等の様式。

## 解説
ルイ16世様式からアンピール様式への過渡期にあたり、16世紀様式の特徴である古代ギリシアやローマ時代の影響を引き続き受けている。例えば、ギリシア時代を代表するフォルムが美しい椅子、クリスモス。その優雅なカーブを描く脚のラインは、ディレクトワール時代の椅子にも取り入れられた。